# Los Miranda
Los Miranda es una localidad argentina ubicada en el departamento Río Hondo de la provincia de Santiago del Estero. Se encuentra a 1 km del río Dulce, 30 km al este de Termas de Río Hondo, sobre la vieja Ruta 9.
Sus pobladores utilizan el agua del río Dulce para consumo humano y la cría de animales.

## Población
Cuenta con 86 habitantes (Indec, 2010), lo que representa un descenso del 38,6% frente a los 140 habitantes (Indec, 2001) del censo anterior.
| Gráfica de evolución demográfica de Los Miranda entre 1991 y 2010 |
|                                                                   |
| Fuente: Censos nacionales del INDEC                               |